# Faribault
Faribault è un comune degli Stati Uniti d'America, situato in Minnesota, nella contea di Rice.